# 마일로 야노풀로스
마일로 야노풀로스(Milo Yiannopoulos, 1984년 10월 18일 ~ )는 잉글랜드의 극우 정치 해설가, 언론인, 논객, 연설가, 작가이다. 예전 이름은 마일로 핸러헌(Milo Hanrahan)이며, 필명은 마일로 앤드리아스 와그너(영어: Milo Andreas Wagner)이다. 야노풀로스는 연설과 글을 통해 그는 이슬람교, 여성주의, 사회정의, 정치적 올바름을 조롱한다. 미국의 대안우파 성향의 언론 브라이트바트 뉴스에서 2014년에서 2017년까지 근무했으며, 그 기간 동안 주로 게이머게이트 논쟁와 관련된 글을 썼다. 이 때문에 2016년 7월에 트위터에서 계정이 영구 정지되었다. 2019년에는 페이스북 계정도 영구 정지 조치를 당했다.